# 517 Едіт
517 Едіт (517 Edith) — астероїд головного поясу, відкритий 22 вересня 1903 року Раймондом Смітом Дуґаном у Гейдельберзі.
Тіссеранів параметр щодо Юпітера — 3,179.